# فرودگاه لیک لویز
فرودگاه لیک لویز  (به انگلیسی: Lake Louise Airport) یک فرودگاه همگانی است که یک باند فرود شن و چمن دارد و طول باند آن ۲۱۳ متر است. این فرودگاه در شهر لیک لوییس، آلاسکا کشور ایالات متحده آمریکا قرار دارد و در ارتفاع ۷۴۷ متری از سطح دریا واقع شده است.